# Dorita Vernet
Dora Vernet más conocida como Dorita Vernet fue una actriz cómica argentina.

## Trayectoria
Aparece en la pantalla grande durante los años 1950 en diferentes roles, como su papel de la novia de Duilio Marzio en el film Surcos en el mar en 1956; y en la película dirigida por  Enrique Cahen Salaberry, Especialista en señoras (1951), junto con Juan Carlos Thorry y Analía Gadé.
Debuta en cine con la dirección de  Luis Bayón Herrera, con la comedia Maridos modernos en 1948, actuada por Olinda Bozán, Francisco Álvarez, Oscar Valicelli y Aída Alberti. Se despide en 1958 con Sección desaparecidos, dirigida por Pierre Chenal, y protagonizada por Nicole Maurey, Maurice Ronet, Inda Ledesma y Guillermo Battaglia.
También hace una decenas de obras teatrales generalmente en el género picaresco y revisteril.

## Filmografía
- 1958: Sección desaparecidos
- 1956: Surcos en el mar
- 1955: Vida nocturna
- 1953: Ellos nos hicieron así
- 1952: El baldío
- 1951: El patio de la morocha
- 1951: Especialista en señoras
- 1948: Maridos modernos

## Televisión
- 1955: Comedias musicales, con Pedro Quartucci, Perla Alvarado, Ángel Eleta, Lita Moreno y Elsa Miranda.

## Teatro
- 1951: El baldío, con Américo Acosta Machado, Pedro Aleandro, Lucía Barausse, Enrique Borrás, Rufino Córdoba, Jorge de la Riestra, Blanca del Prado, Pascual Pellicciotta, Nicolás Taricano y Osvaldo Terranova, entre otros.[2]
- 1950: Mónica perdió un complejo, estrenada en el Teatro Smart, con la Compañía de Gloria Guzmán - Pablo Palitos - Sebastián Chiola.[3]